# Tzeltal-Sprache

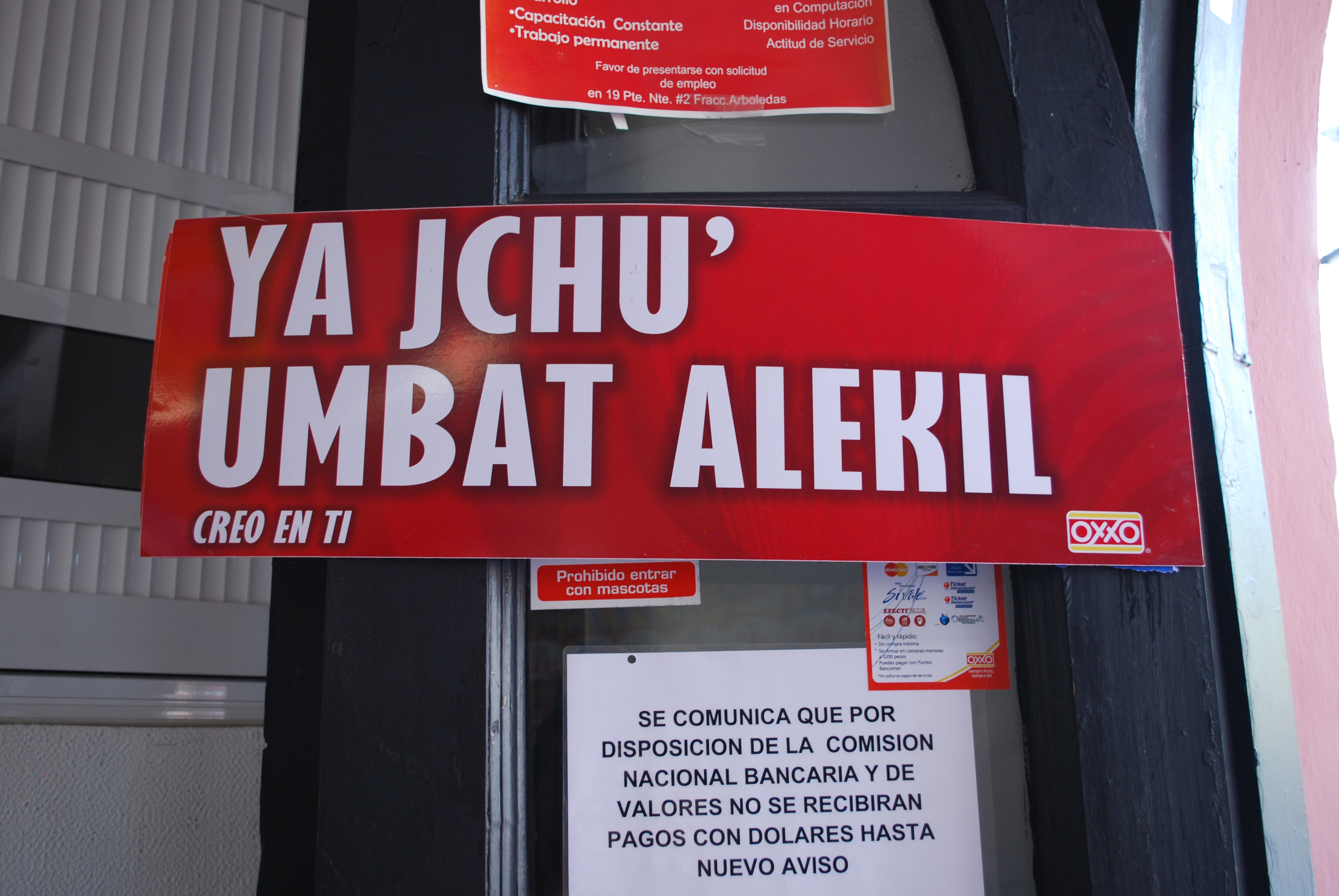
Text in Tzeltal mit der Bedeutung "Ich glaube an dich"

Tzeltal (Bats'il K'op, „ursprüngliches Wort“) ist eine Maya-Sprache, die von rund 480.000 Indigenen, hauptsächlich im mexikanischen Bundesstaat Chiapas, gesprochen wird. Sie ist am nächsten mit der Tzotzil-Sprache verwandt.

## Heutige soziolinguistische Situation
Tzeltal ist eine der vitalsten indigenen Sprachen in Mexiko. Die Anzahl der Tzeltal-Spracher nimmt prozentual stärker zu als die Gesamtbevölkerung Mexikos.
Bei der Volkszählung in Mexiko 2010 gaben 474.298 Personen ab 3 Jahren an, Tzeltal zu sprechen. Von diesen gaben 284.622 oder 60,01 % an, auch Spanisch zu sprechen. Mit 40 % Einsprachigen hat Tzeltal einen der höchsten Anteile unter den indigenen Sprachen Mexikos.
101.255 Kinder zwischen 3 und 9 Jahren sprachen Tzeltal, was 21,35 % aller Tzeltal-Sprecher ab 3 Jahren ausmacht, während 14,71 % der Gesamtbevölkerung Mexikos ab 3 Jahren 3–9 Jahre alt sind.
In der mexikanischen Diözese San Cristóbal de las Casas wurde 2004 die erste Ausgabe der Bibel in Tzeltal in einer Auflage von 10.000 Exemplaren gedruckt. An der Übersetzung waren Jesuiten der Universität Mexiko-Stadt und vor allem die indigenen Kommunen beteiligt.